# Pallacanestro Olimpia Milano 1991-1992
Questa voce raccoglie le informazioni riguardanti la Pallacanestro Olimpia Milano , sponsorizzata Philips, nelle competizioni ufficiali della stagione 1991-92.

## Verdetti stagionali
Competizioni nazionali
- Serie A1 1991-1992:

regular season: 3ª classificata su 16 squadre (22 partite vinte su 30),
play off: Quarti di finale
- Coppa Italia 1992: Quarti di finale[1]

Competizioni europee
- Coppa dei Campioni 1991-1992: Eliminata in semifinale, vincitrice della finale per il 3º posto.

## Stagione
L'Olimpia, sponsorizzata Philips è affidata alla guida di Mike D'Antoni. In Coppa Italia elimina in successione: Cercom Ferrara, Sidis Reggio Emilia qualificandosi ai quarti di finale dove affronta la Scavolini Pesaro; i Milanesi vincono la prima partita in trasferta 84 a 80 ma nel ritorno a Milano il 21 novembre 1991 vengono sconfitti per 80 a 85 venendo così eliminati.
Nella Coppa dei Campioni supera il primo turno e il girone di ottavi di finale, nei quarti affronta il Barcellona superandolo per due partite a zero e qualificandosi così per le final four che si tengono a Istanbul. Il 14 aprile viene sconfitta in semifinale 75 a 82 dal Partizan Belgrado
 poi vincitrice della coppa, mentre il 16 aprile si qualifica al terzo posto battendo 99 a 81 l'Estudiantes di Madrid.
Nella regular season del campionato di serie A1 si classifica al terzo posto dietro Pesaro e Treviso. Nei play off incontra nei quarti Roma, dell'ex Premier, vincendo la prima partita a Milano, la serie si interrompe per permettere ai milanesi di partecipare alla final four di Eurolega, quando riprende Roma riesce a impattare la serie e ad andare alla bella che si disputa a Milano il 21 aprile 1992 e che vede il Messaggero Roma vincere per 89 a 94 eliminando la Philips.

## Roster
| Naz.               | Nominativo         |
| ------------------ | ------------------ |
| Italia             | Paolo Alberti      |
| Italia             | Fabrizio Ambrassa, |
| Italia             | Marco Baldi        |
| Italia             | Andrea Blasi       |
| Stati Uniti        | Darryl Dawkins     |
| Italia             | Piero Montecchi    |
| Italia             | Davide Pessina     |
| Italia             | Riccardo Pittis    |
| Italia             | Antonello Riva     |
| Stati Uniti Spagna | Johnny Rogers      |

## Staff tecnico
Allenatore: Mike D'Antoni

## Mercato
La società milanese decise di non confermare i due americani della stagione precedente mettendo sotto contratto il potente centro Darryl Dawkins proveniente da Torino e l'ala Johnny Rogers proveniente dal campionato spagnolo. Fausto Bargna prese la strada di Roma mentre da Cantù tornò per fine prestito Davide Pessina.